# Rio Acurauá
O rio Acurauá é um curso de água do estado do Acre, Brasil. É um dos afluentes da margem esquerda do rio Tarauacá.